# Saint-Sauveur (Haute-Saône)
Pour les articles homonymes, voir Saint-Sauveur.
Saint-Sauveur est une commune française située dans le département de la Haute-Saône, la région culturelle et historique de Franche-Comté et la région administrative Bourgogne-Franche-Comté.

### Localisation

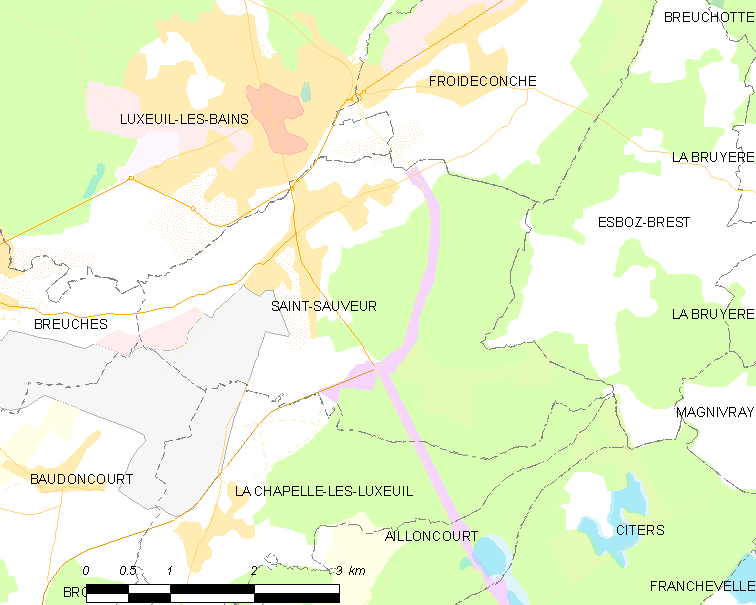
Situation de Saint-Sauveur.

## Géographie

### Communes limitrophes
| Luxeuil     | Froideconche            |             |
| Breuches    | Saint-Sauveur           | Esboz-Brest |
| Baudoncourt | La Chapelle-lès-Luxeuil |             |

### Hydrographie
La commune de Saint-Sauveur est traversée par le Breuchin et le Vay de Brest.
Quelques plans d'eau sont présents à l'extrémité ouest du territoire communal et sont limitrophes de la base aériennes 116, il s'agit d'anciennes gravières,.

### Climat
Pour des articles plus généraux, voir Climat de la Bourgogne-Franche-Comté et Climat de la Haute-Saône.
En 2010, le climat de la commune est de type climat de montagne, selon une étude du Centre national de la recherche scientifique s'appuyant sur une série de données couvrant la période 1971-2000. En 2020, Météo-France publie une typologie des climats de la France métropolitaine dans laquelle la commune est exposée à un climat semi-continental et est dans la région climatique  Lorraine, plateau de Langres, Morvan, caractérisée par un hiver rude (1,5 °C), des vents modérés et des brouillards fréquents en automne et hiver. 
Pour la période 1971-2000, la température annuelle moyenne est de 9,7 °C, avec une amplitude thermique annuelle de 17,2 °C. Le cumul annuel moyen de précipitations est de 1 074 mm, avec 13,3 jours de précipitations en janvier et 10,1 jours en juillet. Pour la période 1991-2020, la température moyenne annuelle observée sur la station météorologique installée sur la commune est de 10,8 °C et le cumul annuel moyen de précipitations est de 977,3 mm. 
La température maximale relevée sur cette station est de 38,9 °C, atteinte le 25 juillet 2019 ; la température minimale est de −25,9 °C, atteinte le 16 janvier 1966,,. 
| Mois                                  | jan.             | fév.             | mars             | avril         | mai             | juin            | jui.           | août           | sep.          | oct.            | nov.             | déc.             | année      |
| ------------------------------------- | ---------------- | ---------------- | ---------------- | ------------- | --------------- | --------------- | -------------- | -------------- | ------------- | --------------- | ---------------- | ---------------- | ---------- |
| Température minimale moyenne (°C)     | −1,2             | −1,1             | 1,3              | 3,9           | 8,1             | 11,7            | 13,5           | 13,2           | 9,5           | 6,4             | 2,4              | −0,2             | 5,6        |
| Température moyenne (°C)              | 2,2              | 3,2              | 6,8              | 10,1          | 14,2            | 17,8            | 19,7           | 19,5           | 15,4          | 11,3            | 6,2              | 3                | 10,8       |
| Température maximale moyenne (°C)     | 5,6              | 7,6              | 12,3             | 16,4          | 20,2            | 23,9            | 26             | 25,8           | 21,3          | 16,2            | 9,9              | 6,2              | 15,9       |
| Record de froid (°C) date du record   | −25,9 16.01.1966 | −25,4 02.02.1954 | −20,2 04.03.1949 | −7,2 08.04.03 | −5,6 11.05.1949 | −0,1 03.06.1962 | 0,8 01.07.1960 | 0,2 13.08.1949 | −3 25.09.1972 | −8,2 30.10.1955 | −13,6 26.11.1989 | −22,6 03.12.1973 | −25,9 1966 |
| Record de chaleur (°C) date du record | 18 01.01.23      | 22,5 27.02.19    | 25,2 31.03.21    | 29 28.04.12   | 31,8 25.05.09   | 37,3 26.06.19   | 38,9 25.07.19  | 38,5 12.08.03  | 34 03.09.1962 | 29,2 03.10.1985 | 23,5 07.11.15    | 19,1 04.12.1953  | 38,9 2019  |
| Ensoleillement (h)                    | 687              | 934              | 1 511            | 1 826         | 2 066           | 2 334           | 2 498          | 2 317          | 1 817         | 1 203           | 701              | 585              | 1 848      |
| Précipitations (mm)                   | 79,7             | 68,4             | 69,5             | 66,2          | 93,1            | 83,3            | 81,1           | 77,3           | 80,9          | 93,2            | 89,8             | 94,8             | 977,3      |

| Diagramme climatique                                  |             |             |             |             |              |            |              |             |             |            |             |
| J                                                     | F           | M           | A           | M           | J            | J          | A            | S           | O           | N          | D           |
| 5,6−1,279,7                                           | 7,6−1,168,4 | 12,31,369,5 | 16,43,966,2 | 20,28,193,1 | 23,911,783,3 | 2613,581,1 | 25,813,277,3 | 21,39,580,9 | 16,26,493,2 | 9,92,489,8 | 6,2−0,294,8 |
| Moyennes : • Temp. maxi et mini °C • Précipitation mm |             |             |             |             |              |            |              |             |             |            |             |

Les paramètres climatiques de la commune ont été estimés pour le milieu du siècle (2041-2070) selon différents scénarios d'émission de gaz à effet de serre à partir des nouvelles projections climatiques de référence DRIAS-2020. Ils sont consultables sur un site dédié publié par Météo-France en novembre 2022.

## Urbanisme

### Typologie
Au 1er janvier 2024, Saint-Sauveur est catégorisée petite ville, selon la nouvelle grille communale de densité à sept niveaux définie par l'Insee en 2022.
Elle appartient à l'unité urbaine de Luxeuil-les-Bains, une agglomération intra-départementale regroupant six  communes, dont elle est une commune de la banlieue,,. Par ailleurs la commune fait partie de l'aire d'attraction de Luxeuil-les-Bains, dont elle est une commune du pôle principal,. Cette aire, qui regroupe 41 communes, est catégorisée dans les aires de moins de 50 000 habitants,.

### Occupation des sols
L'occupation des sols de la commune, telle qu'elle ressort de la base de données européenne d’occupation biophysique des sols Corine Land Cover (CLC), est marquée par l'importance des forêts et milieux semi-naturels (50,4 % en 2018), en diminution par rapport à 1990 (54,3 %). La répartition détaillée en 2018 est la suivante : 
forêts (46,2 %), prairies (16,8 %), zones industrielles ou commerciales et réseaux de communication (14,8 %), zones urbanisées (11,7 %), zones agricoles hétérogènes (4,3 %), milieux à végétation arbustive et/ou herbacée (4,2 %), eaux continentales (2,1 %). L'évolution de l’occupation des sols de la commune et de ses infrastructures peut être observée sur les différentes représentations cartographiques du territoire : la carte de Cassini (XVIIIe siècle), la carte d'état-major (1820-1866) et les cartes ou photos aériennes de l'IGN pour la période actuelle (1950 à aujourd'hui).

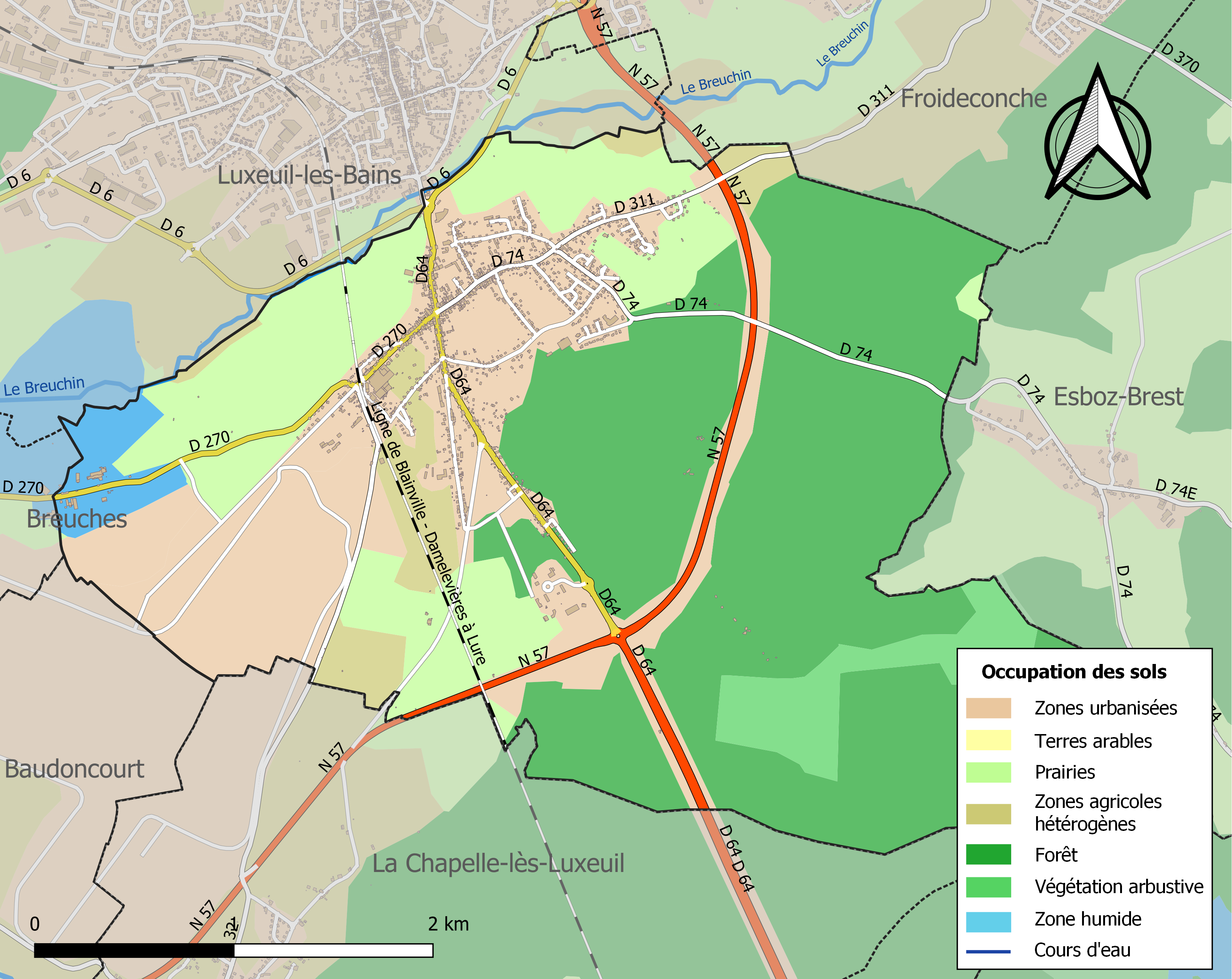
Carte des infrastructures et de l'occupation des sols de la commune en 2018 (CLC).

## Histoire

### Origine
Saint-Sauveur était de la terre de l'abbaye de Luxeuil. En 1225, Winet de Saint-Sauveur lui donna tout ce qu'il y possédait[réf. nécessaire].

### Époque moderne
La paroisse de Saint-Sauveur s'étendait sur une grande circonscription : Luxeuil-les-Bains, Saint-Valbert, Froideconche, Esboz-Brest, La Chapelle, Breuchotte et Baudoncourt (qui en fut démembrée en 1771). Elle est très ancienne et devait certainement préexister à l'établissement de saint Colomban, puisque Luxeuil y était rattachée.
1789 : bailliage de Vesoul. Décanat de Luxeuil ;
1790 : district et canton de Luxeuil.
Paroisse du doyenné de Luxeuil. Succursale par décret du 30 septembre 1807. Église sous le titre de la Sainte-Trinité.
L'église a été entièrement reconstruite : le clocher en 1831, le reste en 1865. L'ancienne était de grandes dimensions et semble dater du XIIe siècle ou du XIIIe siècle. De la nef, on pouvait voir six autels latéraux et l'autel majeur. Le clocher carré a trois étages, couvert par une toiture à quatre pans. Le portail en plein cintre sous un portique à deux colonnes ioniques et fronton triangulaire. Un porche voûté de deux cloches (1821 et 1888).
L'intérieur se compose de trois nefs de quatre travées de style ogival néo-gothique. Dans le bas du collatéral nord, cuve baptismale en pierre, sculptée avec art et de forme octogonale. Huit arcatures en plein cintre retombant sur des culots abritent les images de saint Jacques, saint André, saint Pierre, le Christ rédempteur, le baptême du Christ, le Christ en croix, une Vierge de pitié. L'ensemble repose sur quatre lions couchés et date du XVIe siècle. Deux toiles dans cette chapelle : Nativité de la Vierge, d'assez belle facture, et la mort de saint François-Xavier, toutes deux du XVIIIe siècle. La table de communion a été déposée derrière les fonts.
Au-dessus de la porte d'entrée, grande toile du XVIIIe siècle représentant la Trinité, seul vestige du retable de l'autel majeur. Dans le transept nord, toile représentant saint Ambroise, XVIIIe siècle. Dans le transept sud, bas-relief en bois sculpté et peint figurant sainte Vaudre, une des compagnes de sainte Ursule, une palme à la main. En face, toile de saint Roch et saint Antoine, XVIIIe siècle, seul souvenir de la confrérie de Saint-Roche, érigée en 1636 lors de la peste (avec la chapelle Saint-Roch construite près de Sainte-Marie-en-Chanois).
Sanctuaire polygonal avec mobilier néo-gothique ; deux toiles XIXe siècle.
Nouvel autel composé d'un antependium en bois sculpté de guirlandes et entrelacs, fin XVIIe siècle. À la sacristie, statuette de confrérie de la Vierge et ornement en velours de Gênes violet qui provient de l'abbaye de Luxeuil, fin XVIIe siècle.
Dans le mur du presbytère (grande maison de la fin du XVIIe siècle) est encastrée une inscription : « No domo Dns sed Dno o Domus. Pb. 1591 ». Une statue du XVIe siècle y était adjointe, qui a été transportée à l'ermitage de Villersexel.
La Grand-Pont sur le Breuchin fut reconstruit en 1682, par Charles Barbier, maître ingénieur en structure, qui s'engagea à rétablir l'oratoire de Sainte-Cécile qui était sur l'ancien. Détruit en 1944, il a été refait à neuf. Dans le bois appelé le Vay de Brest est une source dite de Saint-Ursule ou de Sainte-Vaudre, dont l'eau avait la vertu de guérir les fièvres intermittentes. D'après la légende, sainte Vaudre, fuyant les Barbares, serait tombée trois fois, sa quenouille à la main, et ce serait l'origine des trois sources de cet endroit.

### Époque contemporaine

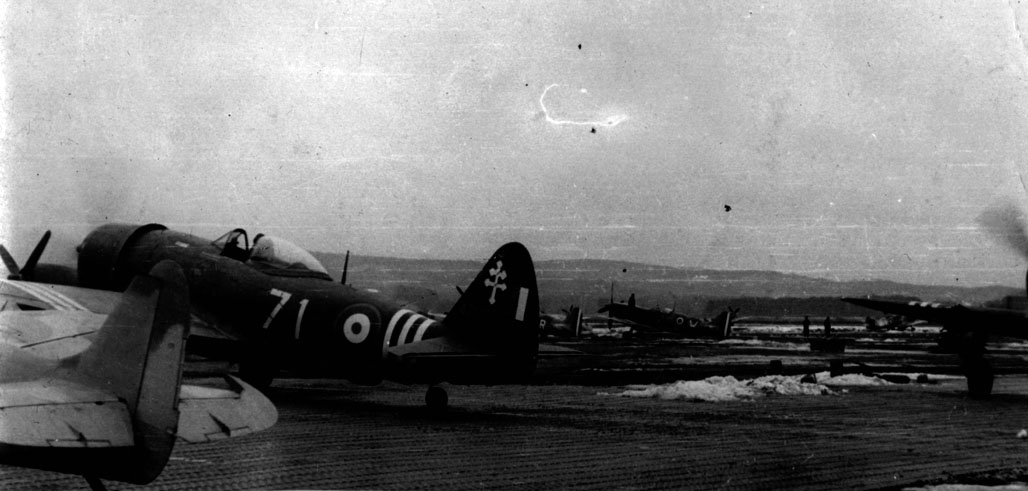
La base à la fin de la Seconde Guerre mondiale.

La base aérienne 116 Luxeuil-Saint Sauveur est établie, pour une grande partie de sa superficie, dans le territoire de la commune de Saint-Sauveur. Créée au cours de la Première Guerre mondiale à partir du 18 avril 1916, elle a accueilli la célèbre Escadrille La Fayette de volontaires américains.
L'activité de la base, réduite pendant l'entre-deux-guerres, reprit en 1939-1940, puis en 1944-1945. Au sortir de la Seconde Guerre mondiale, l'activité fut stoppée à nouveau durant quelques années avant de reprendre son essor au début des années 1950 avec la décision d'installer une grande base aérienne de type Otan pendant la guerre froide.
Au début du XXIe siècle, la base aérienne est équipée de Mirage 2000D et près de 1 200 personnes travaillent en relation avec la base.

## Politique et administration

Carte départementale représentant en rouge la communauté de communes du Pays de Luxeuil.

### Rattachements administratifs et électoraux
La commune fait partie de l'arrondissement de Lure du département de la Haute-Saône, en région Bourgogne-Franche-Comté. Pour l'élection des députés, elle dépend de la deuxième circonscription de la Haute-Saône.
Elle faisait partie depuis 1793 du canton de Luxeuil-les-Bains, puis, lors de sa scission en 1985, la commune est devenue chef-lieu du nouveau canton de Saint-Sauveur. Dans le cadre du redécoupage cantonal de 2014 en France, la commune est à nouveau rattachée au canton de Luxeuil-les-Bains, qui compte désormais 12 communes.

### Intercommunalité
La commune fait partie de la communauté de communes du Pays de Luxeuil, créée le 15 novembre 2001.

### Politique municipale
La commune s'est dotée en 2015 d'un conseil municipal des jeunes.

### Liste des maires

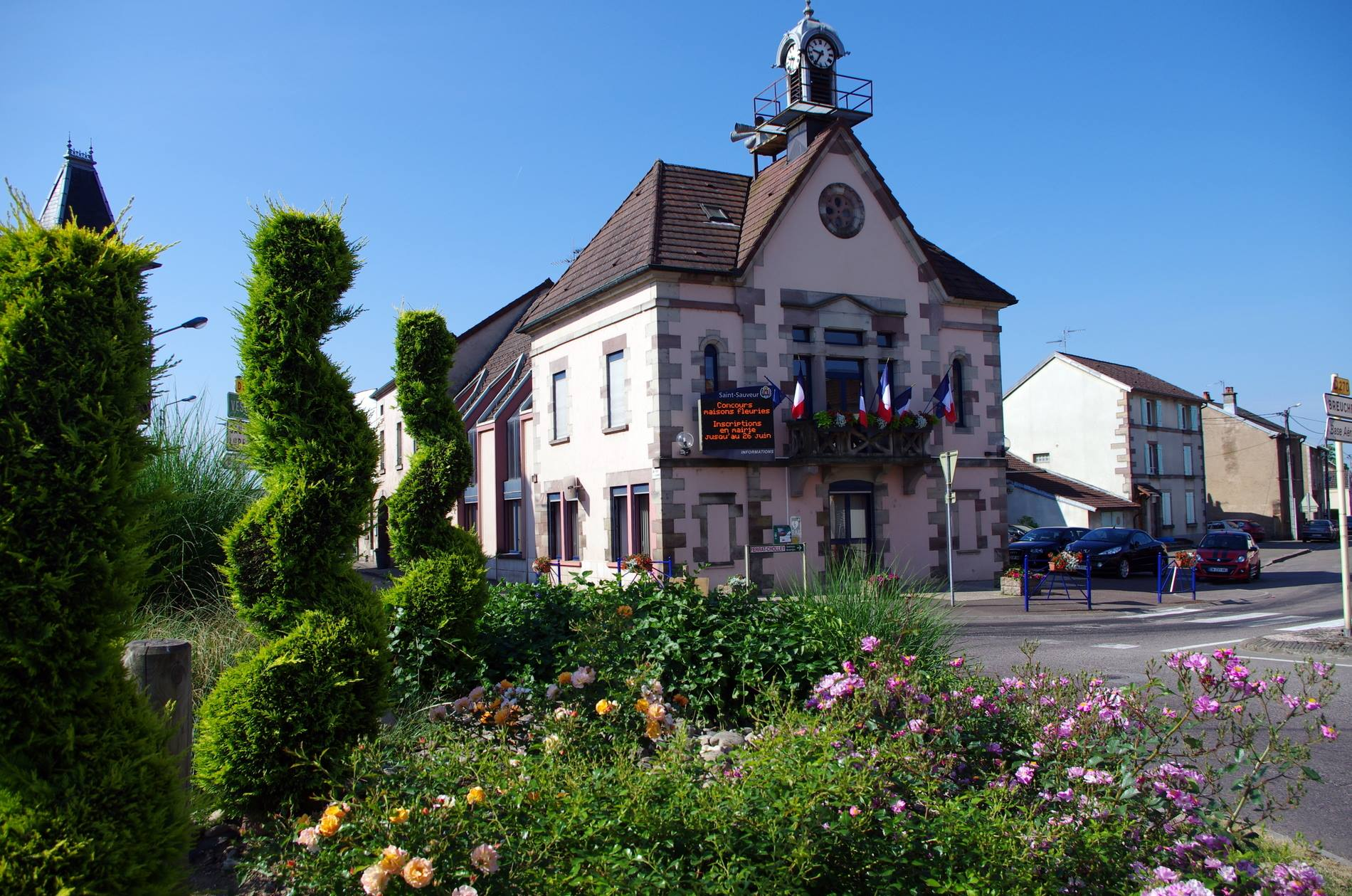
La mairie.

| Période                                  | Période                   | Identité             | Étiquette | Qualité |
| ---------------------------------------- | ------------------------- | -------------------- | --------- | --- |
| Les données manquantes sont à compléter. |                           |                      |           | |
| mai 1900                                 | avril 1908                | Victor Jeandesboz    |           | |
| avril 1908                               | mai 1925                  | Auguste Amiot        |           | |
| mai 1925                                 | mai 1935                  | Auguste Piercy       |           | |
| novembre 1929                            | mai 1935                  | Albert Barrey        |           | |
| mai 1935                                 | décembre 1944             | Auguste Vallot       |           | |
| décembre 1944                            | janvier 1969              | Alfred Menigoz       |           | |
| janvier 1969                             | mars 1995                 | Marc Roussel         | PRG       | Conseiller général de Luxeuil (1970 → 1973) Conseiller général de Saint-Sauveur (1973 → 2001) Président du Conseil général (1998-2001) |
| mars 1995                                | mars 2008                 | Jean-Claude Ghettini | PRG       | Conseiller général de Saint-Sauveur (2001 → 2008)                                                                                      |
| mars 2008                                | mai 2020                  | Christiane Bey       | DVG       | Retraitée hospitalière |
| mai 2020                                 | En cours (au 30 mai 2020) | Jacques Deshayes     |           | Président de la Communauté de communes                                                                                                 |

## Démographie
L'évolution du nombre d'habitants est connue à travers les recensements de la population effectués dans la commune depuis 1793. Pour les communes de moins de 10 000 habitants, une enquête de recensement portant sur toute la population est réalisée tous les cinq ans, les populations de référence des années intermédiaires étant quant à elles estimées par interpolation ou extrapolation. Pour la commune, le premier recensement exhaustif entrant dans le cadre du nouveau dispositif a été réalisé en 2005.

En 2022, la commune comptait 1 929 habitants, en évolution de +0,36 % par rapport à 2016 (Haute-Saône : −1,4 %, France hors Mayotte : +2,11 %).
| 1793 | 1800 | 1806  | 1821  | 1831  | 1836  | 1841  | 1846  | 1851  |
| ---- | ---- | ----- | ----- | ----- | ----- | ----- | ----- | ----- |
| 859  | 975  | 1 033 | 1 099 | 1 348 | 1 216 | 1 243 | 1 217 | 1 259 |

| 1856  | 1861  | 1866  | 1872  | 1876  | 1881  | 1886  | 1891  | 1896  |
| ----- | ----- | ----- | ----- | ----- | ----- | ----- | ----- | ----- |
| 1 224 | 1 257 | 1 245 | 1 190 | 1 222 | 1 287 | 1 489 | 1 536 | 1 546 |

| 1901  | 1906  | 1911  | 1921  | 1926  | 1931  | 1936  | 1946  | 1954  |
| ----- | ----- | ----- | ----- | ----- | ----- | ----- | ----- | ----- |
| 1 594 | 1 613 | 1 638 | 2 057 | 1 519 | 1 576 | 1 605 | 1 451 | 3 088 |

| 1962  | 1968  | 1975  | 1982  | 1990  | 1999  | 2005  | 2006  | 2010  |
| ----- | ----- | ----- | ----- | ----- | ----- | ----- | ----- | ----- |
| 1 932 | 2 182 | 2 108 | 2 161 | 2 047 | 2 037 | 2 095 | 2 124 | 2 108 |

| 2015  | 2020  | 2022  | - | - | - | - | - | - |
| ----- | ----- | ----- | - | - | - | - | - | - |
| 1 917 | 1 936 | 1 929 | - | - | - | - | - | - |

## Économie
La base aérienne 116 Luxeuil-Saint Sauveur (BA 116) est le principal employeur du secteur.
Les Sablières Ferrat-Cholley exploitent des alluvions dans des gravières des environs de Saint-Sauveur. La commune abrite la plateforme de traitement (voisine de la BA 116) qui les transforme en granulats, permettant leur commercialisation,.

## Culture locale et patrimoine

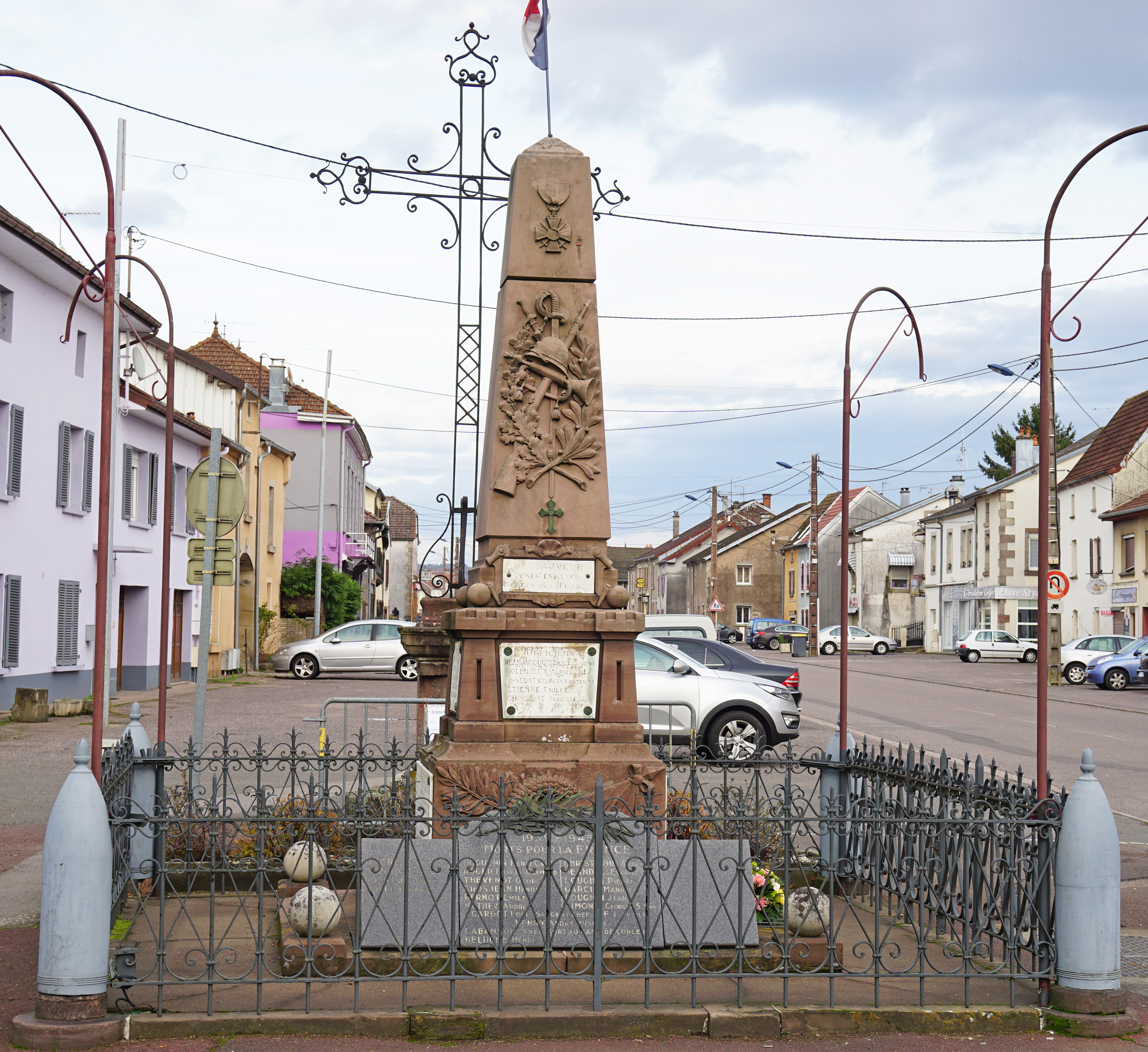
Le monument aux morts.

### Lieux et monuments
- L'église.
- Fontaine miraculeuse Sainte-Vaudre, dans le bois du Vay de Brest, vénérée dès le XIIe siècle[22].
- Anciens établissements industriels[23],[24],[25].

### Personnalités liées à la commune
- Léo Valentin, « L'homme-oiseau », inhumé au cimetière de Saint-Sauveur.

### Héraldique
| Blason de Saint-Sauveur | Blason  | De gueules à la mairie du lieu d'argent, accompagnée en chef d’un sabot à dextre et d’un Mirage IV (avion) posé en barre à senestre, le tout d'or ; à la champagne ondée d'azur*. Ornements extérieurs - Croix de guerre 1914-1918 - Un soleil non figuré à dextre, figuré à senestre, en timbre - Deux branches de laurier non-liées aux flancs, leurs branches en pointe entourant la Croix de Guerre. |
| Blason de Saint-Sauveur | Détails | * Il y a là non-respect de la règle de contrariété des couleurs : ces armes sont fautives (champagne d'azur sur champ de gueules, interdit en héraldique). |